# كليمنت فينلي
كليمنت فينلي (بالإنجليزية: Clement Finley)‏ هو طبيب عسكري أمريكي، ولد في 11 مايو 1797 في نيوفيل في الولايات المتحدة، وتوفي في 8 سبتمبر 1879 في فيلادلفيا الغربية ‏ في الولايات المتحدة.